# 科雷勒 (阿摩尔滨海省)
科雷勒（法語：Caurel，法語發音：[koʁɛl]）是法国阿摩尔滨海省的一个市镇，位于该省南部，属于甘冈区。

## 地理
科雷勒（48°12'58"N, 3°2'18"W）面积11.65 平方千米，位于法国布列塔尼大區阿摩尔滨海省，该省份为法国西北部沿海省份，位于布列塔尼半岛北部，北濒大西洋英吉利海峡，西接菲尼斯泰尔省，南至莫尔比昂省，东临伊勒-维莱讷省。
与科雷勒接壤的市镇（或旧市镇、城区）包括：圣艾尼昂、圣吉勒维约马尔谢、圣马约、盖莱当、布拉韦河畔邦勒波。

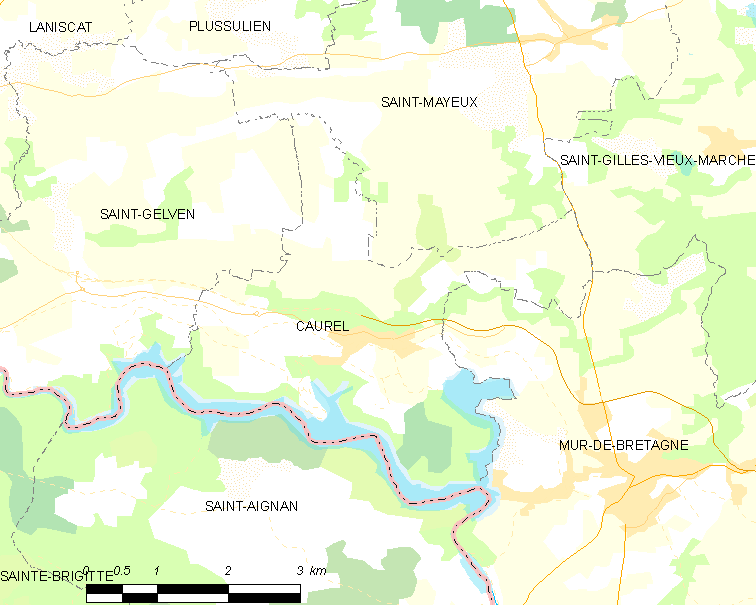
的OSM定位图

科雷勒的时区为UTC+01:00、UTC+02:00（夏令时）。

## 行政
科雷勒的邮政编码为22530，INSEE市镇编码为22033。

## 政治
科雷勒所属的省级选区为盖莱当县。

## 人口

1962-2008年间人口变化图示

科雷勒于2022年1月1日时的人口数量为355人。